# Aureal Semiconductor
Aureal Semiconductor Inc — американский производитель звуковых плат, использующих технологии A3D и Vortex (линия аудио ASICs). Был известен в конце 1990-х годов. Компания заменила обанкротившуюся фирму Media Vision.

## История
С 5 марта 1998 года между Aureal Semiconductor и Creative Labs шла судебная тяжба по поводу взаимных обвинений в нарушении патентов. По результатам многочисленных судебных процессов Aureal одержала верх в декабре 1999 года, но судебные издержки были слишком высоки, и Aureal была вынуждена подать на банкротство. 21 сентября 2000 года Creative Labs приобрели имущество компании Aureal на сумму 32 миллиона долларов. В приобретение включены патенты, товарные знаки, иное имущество.

## Технологии и продукты
Технология трёхмерного звука от Aureal была изначально разработана компанией Crystal River Engineering для Виртуальной Автоматизированной Среды NASA (VIEW). Позже Crystal River коммерциализировала технологию с серией продуктов, включающих в себя Convolvotron и Acoustetron. Aureal приобрели компанию Crystal River в мае 1996 переименовав технологию в A3D.
В отличие от OEM-компаний (таких как Creative, которая проектирует, выпускает и продает свои устройства), Aureal не имела собственного полупроводникового производства. Эта ситуация изменилась с последним продуктом: Aureal SuperQuad. Однако, чтобы не возмущать посредников, Aureal не занимались продвижением собственного бренда.
Что касается программного обеспечения, A3D была поддержана 3DMark вместе со многими популярными играми: Half-Life, Unreal, Quake III Arena, Jedi Knight и SiN.